# حمید نشاط‌جو
حمید نشاط‌جو (زاده ۱۳ ژانویهٔ ۱۹۷۹) یک بازیکن فوتبال اهل ایران است.